# نهائي كأس الاتحاد الأوروبي 2001
نهائي كأس الاتحاد الأوروبي 2001 هي مباراة كرة القدم جمعت بين ليفربول من إنجلترا وألافيس من إسبانيا في 16 أيار/مايو 2001 على سيغنال إيدونا بارك في دورتموند بألمانيا. ظهر ليفربول في ثالث نهائي كأس الاتحاد الأوروبي بعد ظهوره في عام 1973 و1976، كما كان هذا أول نهائي أوروبي يصل له الفريق منذ حظر مشاركته في البطولات الأوروبية عقب كارثة ملعب هيسل، في حين كان هذا أول ظهور بالنسبة لنادي ألافيس.
كل فريق خاض ست جولات من مرحلة المجموعات ثم تقدم لمرحلة خروج المغلوب وبشكل عام فقد لعب كل فريق 12 مباراة في المجموع للوصول إلى المباراة النهائية. كان مسار ليفربول جيدا إلى حد ما حيث فاز في معظم مبارياته لكن النتائج لم تكن جيدة حيث تفوق في كل تلك المباريات بنتيجة لا تتجاوز فارق الهدفين؛ كما فاز على نادي برشلونة في نصف النهائي بهدف نظيف بعد بالتعدل السلبي في الوقت الرسمي. في المقابل كانت نتائج ألافيس مترنحة حيث انتصر في بعض المباريات بنتيجة كبيرة وبأرياحية أكبر فيما عانى الأمرين في مباريات أخرى فمثلا تعادل في الجولة الأولى اضد غازي عنتاب سبور فيما اكتسح نادي كايزرسلاوترن بـ 9-2 في نصف النهائي.
حضر المباراة حشد كبير من الجمهور بلغ 48,050، كما تابعها ملايين المشاهدين على شاسة التلفاز. كانت المباراة مثيرة إلى حد كبير حيث افتتح ماركوس بابل التسجيل في الدقيقة الرابعة ثم ضاعف ستيفن جيرارد النتيجة في الدقيقة السادسة عشر، لكن إيفان ألونزو لاعب ألافيس قلص الفارق وأعاد بعض الأمل للفريق الإسباني عندما سجل هدفاً في منتصف الشوط الأول. قبل بضع دقائق من نهاية الشوط الأول؛ سجّل ليفربول الهدف الثالث من خلال ركلة جزاء نفذها غاري مكأليستر. دقائق بعد بداية الشوط الثاني ليتمكن بعدها خافي مورينو من تسجيل هدفين وإعادة المباراة إلى نقطة البداية. أعاد روبي فاولر ليفربول في المقدمة بعدما سجل هدفا في الدقيقة 76 ثم عاد ألافيس بفضل لاعبه يوردي كرويف قبل دقيقة واحدة من نهاية المباراة. استمرت المباراة إلى الوقت الإضافي الذي انتهى نصفه الأول بالتعادل السلبي، وفي الوقت الذي اتجهت فيه المباراة إلى ركلات الترجيح سجل ديلفي جيلي هدفا غادرا قاد من خلاله الفريق الإنجليزي للتجويج باللقب ليحصد حينها ثلاثية أخيرة بما في ذلك كأس رابطة الأندية الإنجليزية المحترفة، كأس الاتحاد الإنجليزي ثم كأس الاتحاد الأوروبي.

## الطريق إلى النهائي

### ليفربول
| الجولة      | المُنافس              | مباراة الذهاب | مباراة الإياب | النتيجة النهائية |
| ----------- | -------------------- | ------------- | ------------- | ---------------- |
| 1           | رابيد بوخارست        | 1-0           | 0-0           | 1-0              |
| 2           | نادي سلوفان ليبيريتس | 1-0           | 3-2           | 4-2              |
| 3           | أولمبياكوس           | 2-2           | 2-0           | 4-2              |
| 4           | روما                 | 2-0           | 0-1           | 2-1              |
| ربع النهائي | بورتو                | 0-0           | 2-0           | 2-0              |
| نصف النهائي | برشلونة              | 0-0           | 1-0           | 1-0              |

### ألافيس
| الجولة      | المُنافس         | مباراة الذهاب | مباراة الإياب | النتيجة النهائية |
| ----------- | --------------- | ------------- | ------------- | ---------------- |
| 1           | غازي عنتاب سبور | 0-0           | 4-3           | 4-3              |
| 2           | ليلستروم        | 3-1           | 2-2           | 5-3              |
| 3           | روزسبورغ        | 1-1           | 3-1           | 4-2              |
| 4           | إنتر ميلان      | 3-3           | 2-0           | 5-3              |
| ربع النهائي | رايو فايكانو    | 3-0           | 1-2           | 4-2              |
| نصف النهائي | كايزرسلاوترن    | 5-1           | 4-1           | 9-2              |

## المباراة

### الخلفية

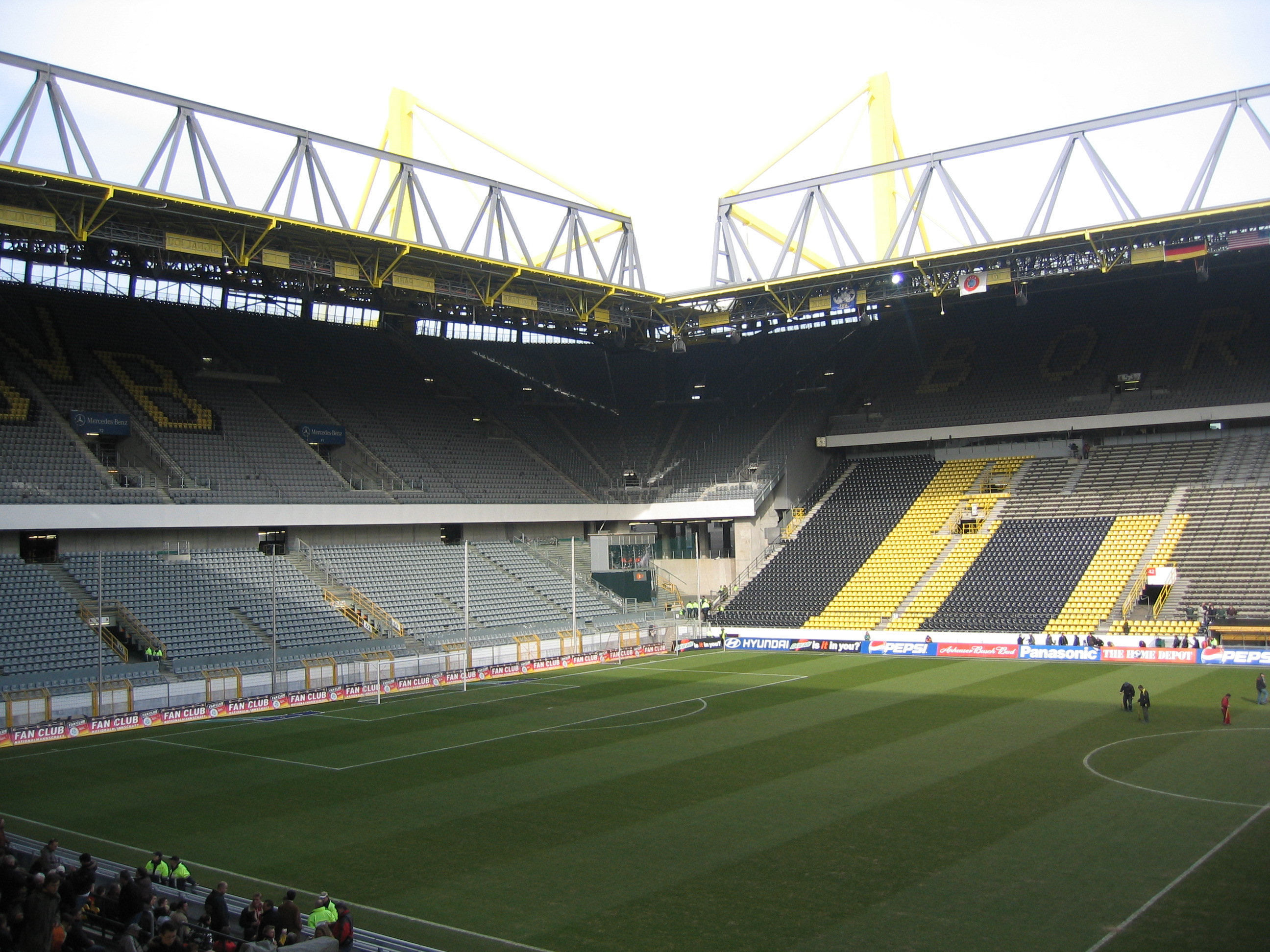
ملعب سيغنال إيدونا بارك الذي استضاف المباراة النهائية.

دخل ليفربول المباراة النهائية بنفسية جيدة فهو الفريق الذي فاز بكأس الرابطة في شباط/فبراير أما برمنغهام سيتي بنتيجة 5-4 في ركلات الترجيح بعدما انتهت المباراة بالتعادل الإيجابي 1-1، كما فاز بكأس الاتحاد الإنجليزي بنتيجة 2-1،
 وبالتالي دخل المباراة في فرصة للفوز بثلاثية تاريخية غير مسبوقة في تاريخ النادي الأحمر.
ظهر ليفربول في ثالث نهائي كأس الاتحاد الأوروبي بعد ظهوره في عام 1973 و1976، كما كان هذا أول نهائي أوروبي يصل له الفريق منذ حظر مشاركته في البطولات الأوروبية عقب كارثة ملعب هيسل، في حين كان هذا أول ظهور بالنسبة لنادي ألافيس، واللافت أن هذا النادي كان في الدرجة الرابعة في الدوري الاسباني قبل 11 عاما، كما كان موسمه الأول في أوروبا.
اختار ليفربول اختار تشكيلة 4-4-2 وهي نفسها التي خاض بها كأس الاتحاد الإنجليزي قبل أربعة أيام باستثناء تغيير واحد وهو إدراج غاري مكأليستر على حساب فلاديمير شميتسر، كما تم وضع روبي فاولر مرة أخرى على مقاعد البدلاء، وقد تكلف كل من إيميل هيسكي ومايكل أوين بقيادة خط الهجوم. في المقابل لعب ألافيس بتشكيلة 5-3-2 مع كوزمين كونترا، دان إيغن، أنطونيو كارمونا، أوسكار تيليز، ثم ديلفي جيلي في الدفاع؛ أما الهجوم فقد ضمّ كل من مارتين أستديلو ويوردي كرويف الذي تم اختياره للعب خلف المهاجم الوحيد خافير مورينو.

### التفاصيل
| ليفربول                                                                    | 5–4 | ديبورتيفو ألافيس                        |
| -------------------------------------------------------------------------- | --- | --------------------------------------- |
| بابل 4' · جيرارد 16' · مكأليستر 41' (ركلة.) · فاولر 73' · جيلي 117' (o.g.) |     | إيفان 27' · مورينو 48'، 51' · كرويف 88' |

| ليفربول | ألافيس |

| GK            | 1  | ساندر ويسترفيلد    |      |
| RB            | 6  | ماركوس بابل        | 106' |
| CB            | 12 | سامي هيبيا (كابتن) |      |
| CB            | 2  | ستيفان هينتشوز     | 55'  |
| LB            | 23 | جيمي كاراغر        |      |
| RM            | 21 | غاري مكأليستير     | 11'  |
| CM            | 16 | ديتمار هامان       |      |
| CM            | 17 | ستيفن جيرارد       |      |
| LM            | 13 | داني ميرفي         |      |
| CF            | 8  | إيميل هيسكي        | 64'  |
| CF            | 10 | مايكل أوين         | 78'  |
| البدلاء:      |    |                    |      |
| GK            | 19 | بيجو أرفيكساد      |      |
| DF            | 27 | غريغوري فينيال     |      |
| DF            | 29 | ستيفن رايت         |      |
| MF            | 7  | فلاديمير شميتسر    | 55'  |
| MF            | 15 | باتريك بيرغر       | 78'  |
| MF            | 20 | نيك بارمبي         |      |
| FW            | 9  | روبي فاولر         | 64'  |
| المدرب:       |    |                    |      |
| جيرارد هولييه |    |                    |      |

| GK       | 1  | مارتن هيريرا        | 40'  |     |
| CB       | 5  | أنتونيو كارمونا (ك) | 116' |     |
| CB       | 6  | تيليز               | 95'  |     |
| CB       | 4  | دان إيغن            | 22'  |     |
| RWB      | 2  | كوزمين كونترا       | 49'  |     |
| LWB      | 7  | ديلفي جيلي          |      |     |
| RM       | 14 | يوردي كرويف         |      |     |
| CM       | 15 | إيفان توميتش        |      |     |
| CM       | 16 | هيرميس ديسيو        |      |     |
| LM       | 18 | مارتن أستيديلو      | 11'  | 46' |
| CF       | 9  | مورينو              | 64'  |     |
| البلادء: |    |                     |      |     |
| GK       | 25 | Spain               |      |     |
| MF       | 3  | إيبون بيغونا        |      |     |
| MF       | 17 | راوول جانان         |      |     |
| MF       | 20 | جورج أزكويتا        |      |     |
| FW       | 10 | بابلو               | 64'  |     |
| FW       | 11 | موسيلين             | 98'  | 46' |
| FW       | 19 | إيفان ألونزو        | 22'  |     |
| المدرب:  |    |                     |      |     |
| ماني     |    |                     |      |     |

| رجل المباراة: غاري مكأليستر (ليفربول) الحكام المساعدين: سيرج فالين (فرنسا) فنسنت تكسييه (فرنسا) الحكم الرابع: آلان سارس (فرنسا) | قواعد الماراة - 90 دقيقة. - 30 دقيقة وقت إضافي إذا لزم الأمر. - ركلات الترجيح - سبع لاعبين في قائمة الاحتياط - ثلاث تغييرات |